# Eduard von Bauernfeld
Eduard von Bauernfeld (pseudonymer Rusticocampius, Feld), född 13 januari 1802 i Wien, död där 9 augusti 1890, var en österrikisk författare.

## Verk i urval
- 1823 Der Magnetiseur (lustspel)
- 1831 Leichtsinn aus Liebe
- 1834 Das letzte Abenteuer (lustspel)
- 1840 Zwei Familien (drama)
- 1840 Die Geschwister von Nürnberg (lustspel)
- 1846 Großjährig (lustspel)
- 1872 Aus Alt- und Neu-Wien